# 졸리쥐여우원숭이
졸리쥐여우원숭이(Microcebus jollyae)는 마다가스카르의 마난자리와 키안자바토에 사는 쥐여우원숭이의 일종이다.
이 종의 이름은 영장류 동물학자인 앨리슨 졸리를 기리기 위해 지어졌다. 졸리쥐여우원숭이는 균일하게 적갈색을 띠며 주둥이에 작은 흰 점이 있고, 배 전체는 회색을 띤다.
이 발견은 2006년 6월 21일, 별도의 종인 미터마이어쥐여우원숭이(Microcebus mittermeieri)와 시몬스쥐여우원숭이(Microcebus simmonsi)의 발견과 함께 마다가스카르 안타나나리보의 국제보전단체 국제 심포지움에서 발표되었다. 또한 이 새로운 종들은 국제영장류학회지(International Journal of Primatology)에 공식 발표되었다.